# Српски народно-црквени сабор у Сремским Карловцима 1713.
На црквено-народном сабору у Сремским Карловцима, који је одржан у априлу 1713. године, донето је неколико важних одлука. Пошто је претходне године умро владика Атанасије Љубојевић који је био надлежан за читаво подручје Горње Крајине, донета је одлука да се његова велика епархија подели на две мање епархије: Костајничку која је обухватала Зринопоље, Лику и Крбаву, односно Горњокарловачку за за предратно подручје Карловачког генералата око манастира Гомирја. За епископа костајничког је на овом сабору изабран Дионисије Угарковић, док је за епископа горњокарловачког изабран Данило Љуботина. Осим тога, на сабору је решено да се седиште митрополита и званично пренесе из манастира Крушедола у Сремске Карловце. Отада преовлађује назив Карловачка митрополија. Недуго потом, Турци су за време рата против Аустрије током 1716–1718. године запалили манастир Крушедол.

## Извор
1. ↑  „Архивирана копија” (PDF). Архивирано из оригинала (PDF) 27. 09. 2013. г. Приступљено 04. 06. 2014.